# Aleksander Fedorowicz (duchowny)
Aleksander Fedorowicz (ur. 16 czerwca 1914 w Klebanówce, zm. 15 lipca 1965) – polski duchowny katolicki, duszpasterz, rekolekcjonista.

## Życiorys
Pochodził z rodziny ziemiańskiej, był ósmym z dziewięciorga rodzeństwa, młodszym bratem Tadeusza, który również został księdzem. Ukończył IV Państwowe Gimnazjum im. Jana Długosza we Lwowie w 1933. Następnie podjął studia na Wydziale Humanistycznym Uniwersytetu Jana Kazimierza we Lwowie (1933–1935). Studia przerwał ze względu na ciężką chorobę (gruźlicę), ale powrócił do nauki, tym razem w lwowskim Seminarium Duchownym. Po wybuchu II wojny światowej zmuszony do przerwania oficjalnych studiów seminaryjnych, kontynuował je prywatnie pod kierunkiem ukrywającego się Kazimierza Kowalskiego, przedwojennego rektora seminarium w Poznaniu (później biskupa chełmińskiego). 19 listopada 1942 przyjął święcenia kapłańskie z rąk arcybiskupa lwowskiego Bolesława Twardowskiego; ze względu na chorobę Fedorowicza rodzina złożyła zobowiązanie utrzymywania go, gdyby okazał się niezdolny do pracy duszpasterskiej.
Pracował m.in. jako wikariusz w Lipinkach pod Gorlicami oraz przy kaplicy cmentarnej w Tywoni w parafii Jarosław. Praca duszpasterska była przerywana kolejnymi kuracjami przeciwgruźliczymi, które ostatecznie okazały się skuteczne. W latach 1945–1952 był kapelanem i wychowawcą niewidomej młodzieży w Laskach pod Warszawą. W 1951 został pierwszym proboszczem erygowanej przez prymasa Wyszyńskiego parafii w Izabelinie, na placówce tej pozostał do końca życia.
W ciągu roku doprowadził do zbudowania kościoła parafialnego. Był aktywnym proboszczem, organizatorem życia społecznego i religijnego, inicjatorem ruchu trzeźwości oraz pielgrzymek do Częstochowy. Otrzymał zgodę kardynała Wyszyńskiego na sprawowanie liturgii częściowo w języku polskim oraz odprawianie mszy twarzą do wiernych; parafia w Izabelinie obok opactwa w Tyńcu stanowiła pierwsze miejsce w Polsce odprawiania w ten sposób mszy przed reformą Soboru Watykańskiego II. Ks. Fedorowicz kontynuował pracę duszpasterską także po ujawnieniu kolejnej ciężkiej choroby; zmarł po kilkuletniej walce z nowotworem w opinii świętości, został pochowany na cmentarzu parafialnym w Izabelinie.
Wybór prac ks. Fedorowicza ukazał się w 1971 w opracowaniu Tomasza Bielskiego (Rozważania i myśli); część korespondencji z filozofem Stefanem Swieżawskim znalazła się w tomie Pełny wymiar. Listy przyjaciół (Tarnów 2002, w opracowaniu Andrzeja Dobrowolskiego), zawierającym także listy Swieżawskiego z Tadeuszem Fedorowiczem i Karolem Wojtyłą. Osobie ks. Fedorowicza poświęcono m.in. publikacje Uśmiech księdza Alego – Dzieje parafii świętego Franciszka z Asyżu w Izabelinie (Alina Petrowa Wasilewicz, Warszawa 2001), Aleksander Fedorowicz, po prostu ksiądz (ks. Piotr Pawlukiewicz, Warszawa 2008) i tom 7 "W nurcie zagadnień posoborowych" (Ksiądz Aleksander Fedorowicz w Kościele dzisiejszym, Warszawa 1975, w opracowaniu ks. Bohdana Bejze), a także spotkanie panelowe na VIII Targach Wydawców Katolickich w kwietniu 2002 (Ksiądz Aleksander Fedorowicz jako wzór proboszcza na przełomie wieków i prekursor odnowy liturgicznej w Kościele).